# Académie de l'air et de l'espace
L'Académie de l'air et de l'espace (AAE), è un'associazione francese che promuove lo sviluppo scientifico, tecnico, economico e culturale dell'aeronautica e dell'aerospazio. È stata fondata nel 1983 con il nome di Académie nationale de l'air et de l'espace (il cambio di nome è avvenuto nel 2007), su iniziativa di André Turcat e della città di Tolosa, con Dominique Baudis come sindaco.